# 1861.
◄ | 18. stoljeće | 19. stoljeće | 20. stoljeće | ►
◄ | 1830-ih | 1840-ih | 1850-ih | 1860-ih | 1870-ih | 1880-ih | 1890-ih | ►
◄◄ | ◄ | 1858. | 1859. | 1860. | 1861. | 1862. | 1863. | 1864. | ► | ►►
Arhitektura • Astronomija • Biologija • Fotografija • Glazba • Kazalište • Kemija • Kiparstvo • Knjige • Književnost • Kršćanstvo • Meteorologija • Medicina • Planinarstvo • Politika • Pravo • Promet • Slikarstvo • Šport • Znanost • Željeznički promet

## Događaji
- 17. ožujka – skupština u Torinu proglasila Viktora Emanuela II. za kralja ujedinjene Kraljevine Italije
- 1. srpnja – utemeljen list "L'Osservatore Romano".
- 6. studenog – Jefferson Davis izabran za predsjednika Konfederacije Američkih Država.
- 15. travnja – Zasjedanje Hrvatskog sabora
- – utemeljena Stranka prava
- Dalmacija dobiva sabor u Zadru
- Zaključak banske konferencije u Zagrebu 1860./1861. traži od cara uvođenje hrvatskoga jezika u sve javne poslove, osnutak hrvatsko-slavonske dvorske kancelarije, imenovanje velikih župana te sjedinjenje Vojne krajine, Dalmacije, Kvarnerskih otoka i i istarskih kotara (Volosko, Labin i Novigrad) Hrvatskoj.

## Rođenja
- 6. siječnja – Janoš Županek, slovenski (prekomurski pjesnik i pisac († 1951.)
- 9. siječnja – Luka Liengitz, austrijska redovnica († 1890.)
- 14. siječnja – Mehmed VI., turski sultan († 1926.)
- 22. svibnja – Jan Vlašimsky, hrvatski skladatelj i zborovođa češkog porijekla († 1942.)
- 20. lipnja – Frederick Gowland Hopkins, engleski biokemičar, nobelovac († 1947.)
- 31. kolovoza – Josip Binički, hrvatski pedagog i pisac († 1952.)
- 13. rujna – Vendelin Vošnjak, slovenski franjevac hrvatskog porijekla, († 1933.)
- 23. rujna – Robert Bosch, njemački tehničar, izumitelj i industrijalac († 1942.)
- 12. prosinca – Janko Leskovar, hrvatski učitelj i književnik († 1949.)
- 19. prosinca – Italo Svevo, talijanski pisac († 1928.)
- 29. prosinca – Anton Števanec, slovenski pisac i učitelj u Mađarskoj († 1921.)

## Smrti
- 25. lipnja – Abdul Medžid I., turski sultan (* 1823.)
- 29. lipnja – Elizabeth Barrett Browning, engleska književnica (* 1806.)
- 28. listopada – Ivan Nikitin, ruski pjesnik (* 1824.)
- 14. studenog – Antun Mihanović, hrvatski književnik (* 1796.)

## Vanjske poveznice
|  | Zajednički poslužitelj ima još gradiva o temi 1861. |